# František Martin Pelcl
František Martin Pelcl, również Pelzel (ur. 11 listopada 1734 w Rychnovie nad Kněžnou – zm. 24 lutego 1801 w Pradze) – czeski filolog, historyk i pisarz.

## Życie
Uczęszczał do szkoły prowadzonej przez jezuitów. Po ukończeniu szkoły średniej przeniósł się do Pragi. Rozpoczął studia filozoficzne, teologiczne i prawnicze. Od 1757 roku studiował również estetykę i historię w Wiedniu.
W latach 1761–1769 pracował jako wychowawca u hrabiego Sternberga, później u hrabiego Nosticů.
Od 1773 roku nauczał w Wiedniu języka czeskiego i historii. W 1793 roku został pierwszym profesorem nowo utworzonej katedry języka i literatury czeskiej na Uniwersytecie Karola w Pradze.
Był zaprzyjaźniony z wybitnymi pisarzami czeskiego oświecenia m.in. z Josefem Dobrovským i Václavem Matějem Kramériusem.
W latach siedemdziesiątych XVIII wieku (wraz z Mikulášem Adauktem Voigtem) brał aktywny udział w życiu politycznym.

## Twórczość
Większość książek napisał w języku niemieckim. Dotyczyły one niemal wyłącznie historii Czech. W latach osiemdziesiątych XVIII wieku opublikował monografie o Karolu IV i Wacławie IV, leksykon o wybitnych jezuitach, dzieło o czeskich pisarzach i książkę historyczną o Niemcach w Czechach i ich języku.
- Kurzegefasste Geschichte der Böhmen von den ältesten bis auf die itzigen Zeiten (Krótka historia Czechów od czasów najdawniejszych do współczesności) (1. wyd. 1774, 2. wyd. 1779, 3. wyd. 1782, 4. wyd. 1817) – praktyczne uwagi do wykładu wygłoszonego u hrabiego Nosticů. W tamtym czasie najlepsze studium o historii Czech.
- Scriptores rerum bohemicarum (1783–1784) – razem z Josefem Dobrovským. Najważniejszym źródłem do publikacji o historii Czech była Kronika Kosmasa.
- Kaiser Karl der Vierte, König in Böhmen (Cesarz Karol VI, Król czeski) – dwutomowe dzieło o Karolu IV.
- Nová kronika česká (Nowa kronika czeska) – czteroczęściowa kronika, napisana po czesku, zaczynająca się od 1434 roku. Opracowana w latach 1791–1795.

Wydał kilka książek, które nie mogły być wcześniej opublikowane m.in. Bohuslava Balbina Rozpravu na obranu jazyka slovanského, zvláště pak českého (Rozprawa o obronie języka słowiańskiego, zwłaszcza czeskiego) (1774).